# Саммер, Кри
Кри Са́ммер Фрэнкс (англ. Cree Summer Francks; 7 июля 1969, Лос-Анджелес, Калифорния, США) — американско-канадская актриса

, кинорежиссёр

, сценаристка, кинопродюсер, кинооператор, певица, автор песен, композитор и музыкант.

## Биография
Кри Саммер Фрэнкс родилась 7 июля 1969 года в Лос-Анджелесе (штат Калифорния, США) в семье актёра Дона Фрэнкса (1932—2016) и члена «Plains Cree First Nations» Лили Ред Фрэнкс (в девичестве Игл). У Кри есть три брата: младший, актёр Рейнбоу Сан Фрэнкс (род. 1979), и два старших единокровных (от первого брака отца) — Трейн Фрэнкс и Тайлер Фрэнкс.

## Карьера
Кри дебютировала в кино в 1982 году, озвучив Пенни в мультсериале «Инспектор Гаджет». Всего Саммер сыграла и озвучила более 305-ти персонажей. Также Кри является режиссёром, сценаристом, продюсером, оператором, певицей, автором песен, композитором и музыкантом.

## Личная жизнь
Кри замужем за Анджело Паллинсом. У супругов есть две дочери — Брейв Литтлуинг Паллинс (род. в феврале 2011) и Хиро Перегрин Паллинс (род. 26.01.2013). Также у Саммер есть сын от предыдущих отношений — Майлз Франклин Саммер-Паллнс (род. 21.04.1998), которого усыновил её муж после их свадьбы.